# Félix Navarro Serrano
Félix Navarro Serrano (1903–1985) fue un político español de ideología comunista.

## Biografía
Nació en Madrid en 1903. Era mecánico tornero de profesión. Desde 1934 fue miembro del Partido Comunista de España (PCE).
Tras el estallido de la Guerra civil se unió a las milicias republicanas. Posteriormente pasó a formar parte del comisariado político del Ejército Popular de la República. A lo largo de la contienda fue comisario de la 10.ª Brigada Mixta, así como de las divisiones 41.ª y 47.ª. Al final de la guerra se exilió en la Unión Soviética, donde cursaría estudios en la Escuela de Planérnaya y trabajaría como mecánico. Durante la Segunda Guerra Mundial luchó en una unidad de guerrilleros soviéticos.
Falleció en noviembre de 1985.